# Олаф V
Олаф V (2 юли 1903 - 17 януари 1991) е крал на Норвегия от 1957 до смъртта си.
Олаф е роден в Сандрингам, Великобритания, на 2 юли 1903 като принц Александър Едуард Кристиан Фредерик. Той е син на датския принц Карл и на уелската принцеса Мод. През 1905 г. бащата на Олаф е избран за крал на Норвегия и малкият Александър пристига със семейството си в Норвегия, където, вече като неин престолонаследник, получава ново име — Олаф. След крал Олаф IV Олаф е първият норвежки престолонаследник, който израства в Норвегия, а родителите му полагат старание, той да бъде възпитан като норвежец. Подготовката на Олаф за бъдещата му роля на монарх е причина той да получи гражданско и военно образование.
През 1929 г. той се жени за братовчедка си — шведската принцеса Мерта, която му ражда три деца:
- Харалд
- Ранхилда
- Астрид

По време на нацистката окупация на Норвегия Олаф и семейството му са евакуирани във Великобритания. През 1944 г. е назначен и за главнокомандващ норвежките въоръжени сили.
Олаф се възкачва на норвежкия престол през 1957 г. като крал Олаф V. По време на царуването си той става изключително популярен сред норвежците. Умира на 17 януари 1991 г. в Осло и е наследен на престола от сина си Харалд V.